# Klasyfikacja skał stosowanych w budownictwie
Tabela klasyfikacji skał stosowanych w budownictwie:
| Grupy skał     | Skały magmowe                 | Skały magmowe                            | Skały osadowe                                                | Skały osadowe   | Skały osadowe              | Skały przeobrażone (metamorficzne)          |
|                | Głębinowe                     | Wylewne                                  | Okruchowe                                                    | Organiczne      | Chemiczne                  |                                             |
| Przykłady skał | granit, sjenit, dioryt, gabro | porfir, andezyt, diabaz, bazalt, melafir | piaskowiec, okruchowiec, zlepieniec, glina, ił, piasek, żwir | wapień, dolomit | trawertyn, gips, alabaster | marmur, gnejs, łupki, kwarcyt metamorficzny |

Poszczególne rodzaje skał w danej grupie, różnią się między sobą budową.